# Digital Signature Standard
DSS (Digital Signature Standard) — американский стандарт, описывающий Digital Signature Algorithm (DSA), который может быть использован для генерации цифровой подписи. Цифровая подпись служит для установления неизменности данных и для установления подлинности подписавшей стороны. Получатель подписанных данных может использовать цифровую подпись для доказательства третьей стороне факта, что подпись действительно сделана отправляющей стороной.

## Введение
Когда получено сообщение, получатель может пожелать проверить, не изменили ли это сообщение при его передаче. Получатель также может захотеть проверить подлинность подписавшей стороны. DSA дает возможность сделать это.

## Использование DSA
DSA используется одной стороной для генерации подписи данных, а другой для проверки подлинности подписанта. Подпись генерируется при помощи закрытого ключа. Любая сторона может проверить подлинность цифровой подписи при помощи открытого ключа. Открытый ключ посылается вместе с подписанными данными. Открытый и закрытый ключи не совпадают.
При генерации подписи для получения сжатой версии данных используется хеш-функция. Полученные данные обрабатываются при помощи DSA для получения цифровой подписи. Для проверки подписи используется та же хеш-функция. Хеш-функция описана в SHS (Secure Hash Standard).
| Использование SHA вместе с DSA                         |
| ------------------------------------------------------ |
| Генерация цифровой подписи · Проверка цифровой подписи |

## Параметры DSA
DSA использует следующие параметры:
```
1. p – простое число p, где 2
L-1
 < p < 2
L
, 512 =< L =< 1024 и L кратно 64
2. q – простой делитель p-1, причем 2
159
 < q < 2
160

3. g = h
(p-1)/q
 mod p, где h любое целое число 1 < h < p - 1 такое, что h
(p-1)/q
 mod p > 1
4. x – случайное или псевдослучайное целое число, где 0 < x < q
5. y = g
x
 mod p
6. k – случайное или псевдослучайное целое число, где 0 < k < q.
```

Целые p, q и g могут быть открытыми и могут быть общими для группы людей. x и y являются закрытым и открытым ключами, соответственно. Параметры x и k используются только для генерации подписи и должны держаться в секрете. Параметр k разный для каждой подписи.

## Генерация подписи
Подписью сообщения M является пара чисел r и s, где

```
r = (g
k
 mod p) mod q 
s = (k
−1
(SHA(M) + xr)) mod q.
```

SHA(M) — 160-битная бинарная строка.
Если r = 0 или s = 0, должно быть сгенерировано новое k и вычислена новая подпись. Если подпись вычислялась правильно, вероятность того, что r = 0 или s = 0 очень мала.
Подпись вместе с сообщением пересылается получателю.

## Проверка подписи
Числа p, q, g и открытый ключ находятся в открытом доступе.
Пусть M', r' и s' — полученные версии M, r и s соответственно, и пусть y — открытый ключ.
При проверке подписи сначала нужно посмотреть, выполняются ли следующие неравенства:
```
0 < r' < q 
0 < s' < q.
```

Если хотя бы одно неравенство не выполнено, подпись должна быть отвергнута.
Если условия неравенств выполнены, производятся следующие вычисления:

```
w = (s')
−1
 mod q 
u1 = ((SHA(M')w) mod q 
u2 = ((r')w) mod q 
v = (((g)
ul
 (y)
u2
) mod p) mod q.
```

Если v = r', то подлинность подписи подтверждена.
Если v ≠ r', то сообщение могло быть изменено, сообщение могло быть неправильно подписано или сообщение могло быть подписано мошенником. В этом случае полученные данные следует рассматривать как поврежденные.

## Генерация простых чисел для DSA
Этот раздел включает алгоритмы для генерации простых чисел p и q для DSA. В этих алгоритмах используется генератор случайных чисел.

### Вероятностный тест на простоту
Для генерации простых p и q необходим тест на простоту. Есть несколько быстрых вероятностных тестов.
В нашем случае будет использоваться упрощенная версия теста Миллера-Рабина. Если повторить тест n раз, он выдаст простое число с вероятностью ошибки не больше 1/4n. Для проверки целого числа на простоту нужно:
```
Шаг 1. Устанавливаем i = 1 и выбираем n>=50.
Шаг 2. Приравниваем w тестируемому числу и представляем его в виде w = 1 + 2
a
m, где m – нечетное число.
Шаг 3. Генерируем случайное число b: 1 < b < w. 
Шаг 4. Устанавливаем j = 0 и z = b
m
 mod w.
Шаг 5. Если j = 0 и z = 1, или если z = w - 1, то переходим на шаг 9. 
Шаг 6. Если j > 0 и z = 1, то переходим на шаг 8.
Шаг 7. j = j + 1. Если j < a, то устанавливаем z = z
2
 mod w и переходим на шаг 5.
Шаг 8. w не простое. Стоп.
Шаг 9. Если i < n, то устанавливаем i = i + 1 и переходим на шаг 3. Иначе, возможно w – простое число.
```

### Генерация простых чисел
Для DSS нужны 2 простых числа p и q, которые должны удовлетворять следующим условиям:
```
2
159
 < q < 2
160
 
2
L-1
 < p < 2
L
, где L = 512 + 64j, причем 0 <= j < = 8 
p - 1 делится на q.
```

Для генерации простого q: 2159 < q < 2160 используется SHA-1 и начальное число SEED.
После этого число SEED используется для создания числа X: 2L-1 < X < 2L. Простое p получается округлением X таким образом, чтобы полученное число было равно 1 mod 2q.
Пусть L — 1 = n*160 + b, где b и n целые и принимают значения от 0 до 160.
```
Шаг 1. Выбираем произвольную последовательность из как минимум 160 бит и называем её SEED. Пусть g – длина SEED в битах.
Шаг 2. Вычисляем U = SHA[SEED] XOR SHA[(SEED+1) mod 2
g
 ].
Шаг 3. Создаем q из U устанавливая младший и старший бит равным 1:
       q = U OR 2
159
 OR 1.
       Заметим, что 2
159
 < q < 2
160
. 
Шаг 4. Проверяем q на простоту. 
Шаг 5. Если q непростое, переходим на шаг 1. 
Шаг 6. Пусть counter = 0 и offset = 2. 
Шаг 7. Для k = 0,...,n вычисляем Vk = SHA[(SEED + offset + k) mod 2
g
].
Шаг 8. Вычисляем W = V
0
 + V
1
*2
160
 + ... + V
n-1
*2
(n-1)*160
 + (V
n
 mod 2
b
) * 2
n*160
 
       X = W + 2
L-1
. 
       Заметим, что 0 < = W < 2
L-1
  и 2
L-1
 < = X < 2
L
. 
Шаг 9. Пусть c = X mod 2q и p = X - (c - 1). Заметим, что p равно 1 mod 2q. 
Шаг 10. Если p < 2
L-1
, тогда переходим на шаг 13. 
Шаг 11. Проверяем p на простоту. 
Шаг 12. Если p прошло тест на 11 шаге, переходим на 15 шаг. 
Шаг 13. counter = counter + 1 и offset = offset + n + 1. 
Шаг 14. Если counter >= 2
12
 = 4096 переходим на шаг 1, иначе переходим на шаг 7. 
Шаг 15. Сохраняем SEED и counter для  того, чтобы подтвердить правильную генерацию p и q.
```

## Генерация случайных чисел для DSA
Для любой реализации DSA требуются случайные или псевдослучайные целые числа. Эти числа выбираются при помощи методов описанных в этом разделе или при помощи других одобреных FIPS методов.
Алгоритм в разделе 7.1 может быть использован для генерации x. Алгоритм для k и r описан в разделе 7.2.
Алгоритмы используют одностороннюю функцию (функцию, обратное значение которой очень трудно вычислить) G(t, c), где t имеет размер 160 бит, c имеет размер b бит (160 < b < 512) и G(t, c) — 160 бит. G может быть создана с помощью Secure Hash Algorithm (SHA-1) или с помощью Data Encryption Standard (DES), описанные в разделах 7.3 и 7.4 соответственно.

### Алгоритм для вычисления m значений числа x
Пусть x — секретный ключ подписывающей стороны. Следующий алгоритм можно использовать для генерации m значений числа x:
```
Шаг 1. Выбираем новое значение для исходного ключа, XKEY.
Шаг 2. В шестнадцатеричной системе счисления
t = 67452301 EFCDAB89 98BADCFE 10325476 C3D2E1F0.
Это начальное значение для H
0
||H
1
||H
2
||H
3
||H
4
 в SHS.
Шаг 3. Для j = 0..m - 1
       a. XSEED
j
 = опциональное значение, введенное пользователем.
       b. XVAL = (XKEY + XSEED
j
) mod 2
b
.
       c. x
j
 = G(t,XVAL) mod q.
       d. XKEY = (1 + XKEY + x
j
) mod 2
b
.
```

### Алгоритм для предварительного вычисления k и r
Этот алгоритм может быть использован для предварительного вычисления k, k−1 и r для m сообщений одновременно. Алгоритм:
```
Шаг 1. Выбирается секретное начальное значение для KKEY.
Шаг 2. В шестнадцатеричной системе счисления
t = EFCDAB89 98BADCFE 10325476 C3D2E1F0 67452301.
Это начальный сдвиг для H
0
||H
1
||H
2
||H
3
||H
4
 в SHS.
Шаг 3. Для j = 0..m - 1:
       a. k = G(t,KKEY) mod q.
       b. Вычисляем k
j
−1
 = k
−1
 mod q.
       c. Вычисляем r
j
 = (g
k
 mod p) mod q.
       d. KKEY = (1 + KKEY + k) mod 2
b
. 
Шаг 4. Предположим M
0
, ... , M
m-1
 - следующие m сообщений. Для j = 0..m - 1:
       a. Пусть h = SHA(M
j
).
       b. s
j
 = (k
j
−1
(h + xr
j
)) mod q.
       c. r
j
,s
j
) - подпись для M
j
. 
Шаг 5. t = h.
Шаг 6. Переходим на шаг 3.
```

Шаг 3 дает возможность вычислить величины, необходимые для подписи следующих m сообщений. Шаг 4 выполняться сразу после того, когда получены эти m сообщений.

### Создание функции G при помощи SHA
G(t, c) может быть получена при помощи SHA-1, но перед этим {Hj} и M1 должны быть инициализированы следующим образом:
```
1. Инициализируем {Hj} деление 160-битного значения t на пять 32-битных сегмента:
   t = t
0
||t
1
||t
2
||t
3
||t
4

   Тогда Hj = t
j
 для j = 0..4. 
2. Блок сообщения M
1
 определяется следующим образом:
   M
1
 = c||0
512-b

   (Первые b бит сообщения M
1
 содержат c, а оставшиеся (512-b) бит устанавливаются нулями). 
```

После этого выполняется SHA-1 и получаем 160-битную строку G(t, c), представленную в виде:
```
H
0
||H
1
||H
2
||H
3
||H
4
.
```

### Создание функции G при помощи DES
Пусть a XOR b обозначает побитовое исключающее «ИЛИ» (сложение по модулю 2). Пусть a1, a2, b1, b2 — 32-строки. Пусть b1' — 24 младших бита числа b1. Пусть K = b1'||b2 и A = a1||a2. Обозначим
```
DES
b1,b2
(a
1
,a
2
) = DES
K
(A)
```

DESK(A) обозначает обычное DES-шифрование 64-битного блока A при помощи 56-битного ключа K. Предположим, что t и c имеют размер 160 бит каждое. Для вычисления G(t, c):
```
Шаг 1. Записываем
       t = t
1
||t
2
||t
3
||t
4
||t
5

       c = c
1
||c
2
||c
3
||c
4
||c
5

       Каждое t
i
 и c
i
 имеет размер 32 бита. 
Шаг 2. Для i = 1..5:
       x
i
 = t
i
 XOR c
i
 
Шаг 3. Для i = 1..5:
       b
1
 = c
((i+3) mod 5) + 1

       b
2
 = c
((i+2) mod 5) + 1

       a
1
 = x
i

       a
2
 = x
(i mod 5) + 1
 XOR x
((i+3) mod 5) + 1

       y
i,1
||y
i,2
 = DES
b1,b2
(a
1
,a
2
) (y
i,1
, y
i,2
 = 32 бита)
Шаг 4. Для i = 1..5:
       z
i
 = y
i,1
 XOR y
((i+1) mod 5)+1,2
 XOR y
((i+2) mod 5)+1,1
 
Шаг 5. G(t,c) = z
1
||z
2
||z
3
||z
4
||z
5
```

## Генерация других параметров
В этом разделе приведены алгоритмы для генерации g, k−1 и s−1, которые используются в DSS.
Для генерации g:
```
Шаг 1. Генерация p и q описана выше.
Шаг 2. Пусть e = (p - 1)/q.
Шаг 3. Приравниваем h любому целому числу: 1 < h < p - 1.
Шаг 4. g = h
e
 mod p.
Шаг 5. Если g = 1, переходим на шаг 3.
```

Для вычисления n−1 mod q, где 0 < n < q и 0 < n−1 < q:
```
Шаг 1. i = q, h = n, v = 0 и d = 1.
Шаг 2. Пусть t = i DIV h, где DIV - целочисленное деление.
Шаг 3. x = h.
Шаг 4. h = i - tx.
Шаг 5. i = x.
Шаг 6. x = d.
Шаг 7. d = v - tx.
Шаг 8. v = x.
Шаг 9. Если h > 0, переходим на шаг 2.
Шаг 10. Пусть n
−1
 = v mod q. 
```

Заметим, что на шаге 10, v может быть отрицательным.

## Пример DSA
Пусть L = 512 (размер p). В этом примере все величины будут в шестнадцатеричном представлении. Величины p и q были сгенерированы, как описано выше, используя следующее 160-битное значение SEED:
```
SEED = d5014e4b 60ef2ba8 b6211b40 62ba3224 e0427dd3
```

С этим SEED, алгоритм нашел p и q в момент, когда counter = 105.
x было сгенерировано при помощи алгоритма, описанного в разделе 7.1, с использованием SHA-1 для генерации G (раздел 7.3) 160-битный XKEY:
```
XKEY = bd029bbe 7f51960b cf9edb2b 61f06f0f eb5a38b6

t = 67452301 EFCDAB89 98BADCFE 10325476 C3D2E1F0

x = G(t,XKEY) mod q
```

k было сгенерировано как описано в разделе 7.2 с использованием SHA-1 для генерации G (раздел 7.3) 160-битный KKEY:
```
KKEY = 687a66d9 0648f993 867e121f 4ddf9ddb 01205584

t = EFCDAB89 98BADCFE 10325476 C3D2E1F0 67452301

k = G(t,KKEY) mod q
```

Окончательно:
```
h = 2

p = 8df2a494 492276aa 3d25759b b06869cb eac0d83a fb8d0cf7 cbb8324f 0d7882e5 
    d0762fc5 b7210eaf c2e9adac 32ab7aac 49693dfb f83724c2 ec0736ee 31c80291

q = c773218c 737ec8ee 993b4f2d ed30f48e dace915f

g = 626d0278 39ea0a13 413163a5 5b4cb500 299d5522 956cefcb 3bff10f3 99ce2c2e 
    71cb9de5 fa24babf 58e5b795 21925c9c c42e9f6f 464b088c c572af53 e6d78802

x = 2070b322 3dba372f de1c0ffc 7b2e3b49 8b260614

k = 358dad57 1462710f 50e254cf 1a376b2b deaadfbf

k
−1
 = 0d516729 8202e49b 4116ac10 4fc3f415 ae52f917
```

M = слово «abc» из английского алфавита(ASCII)
```
(SHA-1)(M) = a9993e36 4706816a ba3e2571 7850c26c 9cd0d89d

y = 19131871 d75b1612 a819f29d 78d1b0d7 346f7aa7 7bb62a85 9bfd6c56 75da9d21 
    2d3a36ef 1672ef66 0b8c7c25 5cc0ec74 858fba33 f44c0669 9630a76b 030ee333

r = 8bac1ab6 6410435c b7181f95 b16ab97c 92b341c0

s = 41e2345f 1f56df24 58f426d1 55b4ba2d b6dcd8c8

w = 9df4ece5 826be95f ed406d41 b43edc0b 1c18841b

u
1
 = bf655bd0 46f0b35e c791b004 804afcbb 8ef7d69d

u
2
 = 821a9263 12e97ade abcc8d08 2b527897 8a2df4b0

g
u1
 mod p = 51b1bf86 7888e5f3 af6fb476 9dd016bc fe667a65 aafc2753 9063bd3d 2b138b4c 
            e02cc0c0 2ec62bb6 7306c63e 4db95bbf 6f96662a 1987a21b e4ec1071 010b6069

y
u2
 mod p = 8b510071 2957e950 50d6b8fd 376a668e 4b0d633c 1e46e665 5c611a72 e2b28483 
            be52c74d 4b30de61 a668966e dc307a67 c19441f4 22bf3c34 08aeba1f 0a4dbec7

v = 8bac1ab6 6410435c b7181f95 b16ab97c 92b341c0
```

### Зарубежные
- FIPS-186 (англ.). — the first version of the official DSA specification. Архивировано из оригинала 7 апреля 2012 года.
- FIPS-186, change notice No.1 (англ.). — the first change notice to the first version of the specification. Архивировано из оригинала 7 апреля 2012 года.
- FIPS-186-1 (англ.). — the first revision to the official DSA specification. Архивировано из оригинала 7 апреля 2012 года.
- FIPS-186-3 (англ.). — the third revision to the official DSA specification. Архивировано из оригинала 7 апреля 2012 года.
- FIPS-186-4 (англ.). — the fourth and current revision to the official DSA specification. Архивировано 27 декабря 2016 года.

- FIPS-186-3 Approval (англ.). — approval announcement of the third revision to the official DSA specification. Архивировано из оригинала 7 апреля 2012 года.
- Recommendation for Key Management -- Part 1: general (англ.). — NIST Special Publication 800-57, p. 62–63. Архивировано из оригинала 21 августа 2005 года.

### Русские
- Алгоритм DSA. — краткое описание алгоритма DSA. Архивировано из оригинала 6 января 2013 года.

### Реализация
- DSA-методы. — описание методов DSA-класса из библиотеки классов платформы .NET Framework. Архивировано из оригинала 7 апреля 2012 года.